# Uniunea Populară Social Creștină
Uniunea Populară Social Creștină (UPSC) este un partid politic din România, înființat în anul 2006 de Ioan Talpeș.
În octombrie 2006, la Palatul Parlamentului a avut loc Congresul de constituire a UPSC în prezența a peste 1.500 de delegați din întreaga Românie.
UPSC a fost înregistrat ca partid politic în decembrie 2006. Acest partid a câștigat 10 mandate de consilieri locali în alegerile locale din 2012.

## Descriere
Uniunea Populară Social Creștină este prima formațiune politică din România, acceptată în Internaționala Populară Europeană, al cărei grup politic este majoritar în Parlamentul European - organismul legislativ al Comisiei Europene, care la rândul ei este responsabilă cu punerea în aplicare a strategiei de dezvoltare economico-socială a Uniunii Europene, din care România face parte ca stat membru cu drepturi depline. Uniunea Populară Social Creștină din România a fost înregistrată oficial în 2006, la Tribunalul București, avându-l ca fondator pe prof. Ioan Talpeș. Din punct de vedere doctrinar, UPSC, ca și componentă politică integrată în context european, este un partid de dreapta, reprezentat de marea familie a partidelor populare europene, care au promovat lideri politici precum Angela Merkel (Germania) și Nicolas Sarkozy (Franța).